# اچ‌ام‌ای‌اس بتانو (ال ۱۳۳)
اچ‌ام‌ای‌اس بتانو (ال ۱۳۳) (به انگلیسی: HMAS Betano (L 133)) یک کشتی است که طول آن ۴۴٫۵ متر (۱۴۶ فوت) می‌باشد. این کشتی در سال ۱۹۷۲ ساخته شد.